# در آخرین لحظه (فیلم)
در آخرین لحظه (انگلیسی: In the Nick of Time) یک فیلم صامت به کارگردانی آلفرد رالف استرالیایی است که در سال ۱۹۱۱ منتشر شد.
از این فیلم که آن را «یک درام شورانگیز درباره راه‌آهن» توصیف کرده‌اند، نسخه‌ای باقی نمانده است. فیلم شامل صحنه‌هایی از یک دعوا در پاتخته (دیوارهٔ) واگن قطار است.

## بازخورد
یکی از منتقدان این فیلم را یکی از بهترین تولیدات کمپانی «آستریلین فوتو-پلی کامپنی» در میان سایر فیلم‌های درام بسیار خوبِ تولیدشده در این کمپانی دانست.